# Bart van Kent
Bart van Kent (Eindhoven, 18 december 1983) is een Nederlands politicus. Sinds 2017 is hij namens de Socialistische Partij (SP) lid van de Tweede Kamer der Staten-Generaal.

## Opleiding
Van Kent volgde de opleidingen sociaal-cultureel werk en sociaalpedagogisch werk. Een HBO-opleiding tot leraar maatschappijleer maakte hij niet af. Hij was als stagiair werkzaam bij een welzijnsorganisatie en in het vluchtelingenwerk. In zijn geboorteplaats Eindhoven was Van Kent in deze periode actief in de SP-jongerenorganisatie ROOD en in de plaatselijke SP-afdeling.

## Loopbaan

### Lokale politiek
Bij de gemeenteraadsverkiezingen 2006 werd hij gekozen in de gemeenteraad van Eindhoven. In 2007 trad hij in dienst als fractiemedewerker van de SP in de Tweede Kamer. Hij trad datzelfde jaar af als raadslid en verhuisde naar Den Haag.
Bij de gemeenteraadsverkiezingen 2010 werd Van Kent gekozen in de gemeenteraad van Den Haag. Hij maakte zich als raadslid sterk voor straatvegers in de stad, die dit werk als uitkeringsgerechtigde deden. Van Kent zorgde ervoor dat 240 straatvegers in loondienst bij de gemeente kwamen. Ook voerde hij actie voor verbetering van woningen in de zogenoemde 'Vergeten driehoek' (ook wel 'Sharia-driehoek'). Bij de gemeenteraadsverkiezingen 2014 werd hij gekozen tot lijsttrekker van de SP, boven de vorige lijsttrekker en fractievoorzitter Ingrid Gyömörei.

### Lid Tweede Kamer
Bij de Tweede Kamerverkiezingen 2017 kreeg Van Kent de negende plaats op de kandidatenlijst van de SP en werd hij gekozen in de Tweede Kamer. Hij werd op 23 maart 2017 geïnstalleerd. In het parlement is hij namens zijn fractie woordvoerder sociale zaken en werkgelegenheid, waarbij hij zich onder andere bezig houdt met pensioenen en zzp'ers. In 2017 schreef hij samen met Zihni Özdil (GroenLinks) en Gijs van Dijk (PvdA) de initiatiefnota Vast werk loont, waarmee zij flexwerk duurder willen maken door de WW-premie te verhogen. In een interview met werkgeversorganisatie VNO-NCW in 2020 sprak hij steun uit voor het midden- en kleinbedrijf en eerlijk ondernemerschap. Met onafhankelijk Kamerlid Pieter Omtzigt en Léon de Jong (PVV) was Van Kent een belangrijk tegenstander van de Wet toekomst pensioenen, door Van Kent een casinopensioen genoemd. De wet werd in december 2022 aangenomen door de Tweede Kamer.
Bij de Tweede Kamerverkiezingen 2021 werd hij herkozen. Na deze verkiezingen nam hij de behandeling van een initiatiefwet, die ervoor moet zorgen dat pensioenfondsen minder reserves hoeven aan te houden, over van de niet herkozen Corrie van Brenk van 50PLUS. De nieuwe fractie van de ouderenpartij wilde het voorstel niet meer indienen. Bij de Tweede Kamerverkiezingen 2023 had hij de derde plaats op de kandidatenlijst van de SP. In 2025 maakte hij zich sterk voor medewerkers van werkontwikkelbedrijven. Hij pleitte voor een passende werkplek en goede begeleiding voor iedereen. Hij pleitte in het parlement voor een betere regeling voor vroegpensioen en kwam op voor arbeidsongeschikten die een te hoge of te lage WIA-uitkering kregen van het UWV.
Op 3 augustus 2025 maakte hij bekend zich niet verkiesbaar te stellen voor de Tweede Kamerverkiezingen 2025.

## Privéleven
Van Kent woont samen en heeft een dochter.

## Uitslagen verkiezingen
| Verkiezingen                  | Plaats Van Kent | Zetels SP | Aantal stemmen |
| ----------------------------- | --------------- | --------- | -------------- |
| Tweede Kamerverkiezingen 2012 | 38 (lijst SP)   | 15        | 149            |
| Tweede Kamerverkiezingen 2017 | 9 (lijst SP)    | 14        | 957            |
| Tweede Kamerverkiezingen 2021 | 8 (lijst SP)    | 9         | 599            |
| Tweede Kamerverkiezingen 2023 | 3 (lijst SP)    | 5         | 1.580          |